# Cidade Velha
Cidade Velha (portugisisk for "gammelbyen"), eller Sidadi Velha (lokalt kreolsksprog, Bádiu) er en by 15 km fra Kap Verdes hovedstad Praia på øen Santiago. Tidligere var byen Kap Verdes hovedstad og hed tidligere Ribeira Grande. Cidade Velha er den ældste bosætning på Kap Verde og den første europæiske i troperne. Byen blev grundlagt af portugiserne. Den blev verdensarvssted i 1979.

## Historie
Øen blev kaldt Ribeira Grande (portugisisk for Stordal) af Antonio da Noli som den første europæiske bosætning i troperne og som Kap Verdes første bosætning i 1462. I 1466 fik Cidade Velha monopol på slavehandel og blev en vigtig by i det portugisiske imperium. Slaver fra Guinea-Bissau og Sierra Leone blev fragtet fra Cidade Velha til Brasilien og Vestindien. Den store dal fungerede som et fængsel for slaverne, mens de ventede på at blive fragtet til den nye verden.
I 1533 blev byen sæde for Den katolske kirkes vestafrikanske bispedømme og fik bystatus i 1572. I 1585 og i 1586 angreb Sir Francis Drake byen to gange. Den portugisiske slavehandel blev standset i byen i 1712 af franskmanden Jacques Cassart som plyndrede og ødelagde byen. Efter denne hændelse flyttede portugiserne Kap Verdes hovedstad til Praia.
I dag er Cidade Velha en lille fiskerlandsby og hovedlandbrugsartiklerne er sukkerrør, kokosnødder og mango.

## Tætsteder i nærheden af Cidade Velha
- Rui Vaz i nordøst
- Praia i øst

## Befolkningsudvikling
| År                         | Befolkning |
| -------------------------- | ---------- |
| 1990 (23. juni)            | 2148       |
| 2005 (1. januar, beregnet) | 2337       |

## Seværdigheder
- Pelourinho – offentlig afstraffelsessted beliggende på et torv praça. Første gang rejst i 1520
- Fort Real de São Filipe er en festning opført i 1590, for at beskytte byen mod pirater, englændere og franskmænd. Ligger 120 moh.